# Aérodrome de Caye Chapel
Pour les articles homonymes, voir CYC.
L'aérodrome de Caye Chapel (code IATA : CYC) est un aéroport qui dessert Caye Chapel, île du Belize.

## Situation
| Belize City (International) Belize City (National) Belmopan‎ Big Creek Caye Caulker Caye Chapel Corozal Dangriga Independence/Savannah Orange Walk‎ Town Placencia‎ Punta Gorda San Ignacio‎ San Pedro‎ Sarteneja Silver Creek |

## Compagnies et destinations
| Compagnies      | Destinations                                             |
| --------------- | -------------------------------------------------------- |
| Maya Island Air | Belize City-P. S. W. Goldson, San Pedro (Ambregris Caye) |

Édité le 04/01/2019